# Josh Homme
Josh Homme (* 17. května 1973 Joshua Tree, Kalifornie, USA) je americký zpěvák, multiinstrumentalista, hudební producent a skladatel. V letech 1987–1995 byl kytaristou skupiny Kyuss a v roce 1996 založil skupinu Queens of the Stone Age, ve které zpívá, hraje na kytaru a občasně i různé další nástroje. Od roku 1998 rovněž působí v kapele Eagles of Death Metal a od roku 2009 pak v Them Crooked Vultures.